# Битка код Новиграда (1515)
Битка код Новиграда (1515) била је део хрватско-турских ратова. Хришћанска војска коју је водио хрватски бан и бискуп Петар Бериславић тешко је потучена.

## Увод
Бискуп Петар Бериславић (хрватски бан од 1513), био је један од најистакнутијих хрватских војсковођа 16. века. Од 1513. вршио је дужност намесника Дубице и капетана Сења, када је 16. августа 1513. потукао Турке у бици код Дубице. За војне потребе заложио је већи број црквених имања и похваљен је од папе Лава X, који му је послао мач и новчану помоћ за опремање војске.

## Битка
Након велике хришћанске победе у бици код Дубице 1513, Турци су пренели тежиште својих похода на подручје Далмације те крајем фебруара 1514. године продиру до Скрадина, а након тога су ударили на град Книн, где су поражени. У септембру исте године поновно проваљују у Далмацију, али овај пут освајају Карин (насеље), Корлат и Каштел код Новиграда. Уочивши да не може да спречи турске провале, Бериславић мења ратну тактику и одлучује се на вођење офанзивног рата (1515. год.). Како је јужни део земље био најчешће нападан, Бериславић одлучује ту тактику испробати на овом подручју.
Бан је окупио војску у Бихаћу. Након турске провале у сењски котар, одлази с војском у Далмацију те се 7. марта утаборио на два дана хода од Шибеника. С баном је тада у Далмацију стигло 500 коњаника и 2.000 пешака, а очекивало се још 5.000 чешких војника. С том војском планирао је заузети Карин, Корлат и Каштел код Новиграда, места која су прије тога заузели Турци.
Преко оточачкога бискупа Вицка Андреиса и цортонскога Јулија, папа шаље 2.000 дуката те много жита, барута, сумпора, шалитре и више топова. Тако је бан могао опремити већу војску од оне коју је са собом довео. Да би појачао војску, обраћа се славонским сталежима, али они се позивају на древни обичај по којем нису дужни да ратују преко реке
Саве, тако да никакву војну помоћ нису пружили бану. Због настале ситуације, он се обраћа краљу Владиславу, који је заповедио племству да помогне под претњом конфискације имовине. Папа Лав X поновно Бориславићу шаље 20.000 дуката да би тим новцем могао утврдити градове у Далмацији. По оточачкоме бискнпу намерава послати још 7.000 дуката у исте сврхе. Дубровачка република му шаље 15.000 форинти потпоре. Окупивши војску, добро опремљен, Бериславић крене у војни поход на Босну. Преко Велебита долази у Далмацију и код Новиграда се утабори с око 10.000 војника. Међутим, ту га нападне босански паша, па се бан с неколицином својих коњаника једва спаси.

## Последице
Хришћанска војска била је разбијена тако, да је бан једва утекао са 25 коњаника. Нато се паша обори на јајачку бановину, да је сломи, као што је год. 1512. нестало бановине сребреничке. Најприје су Турци заузели градове Језеро и Бочац, а затим опколили град Јајце. За судбину Јајца уплашио се и сам папа Лав X, па је 15. јуна 1515. замолио Млечане да пошаљу новаца за одбрану Јајца. Ипак је паша морао у јулу напустити опсаду Јајца, јер је дознао, да граду иде у помоћ војска. Одсада је Бериславић неуморно настојао, да град Јајце опскрби намирницама и посадом. Његовом се бригом та предстража Хрватске одржала још неколико година.
Бан Петар подигао је дух отпора у народу и окупио разједињено племство, придобио крајишке великаше да у градовима и најважнијим правцима турских упада поставе сталне посаде и страже снабдевене храном и муницијом и тиме поставио основе Војне крајине на хрватским границама.